# 亞姆諾湖

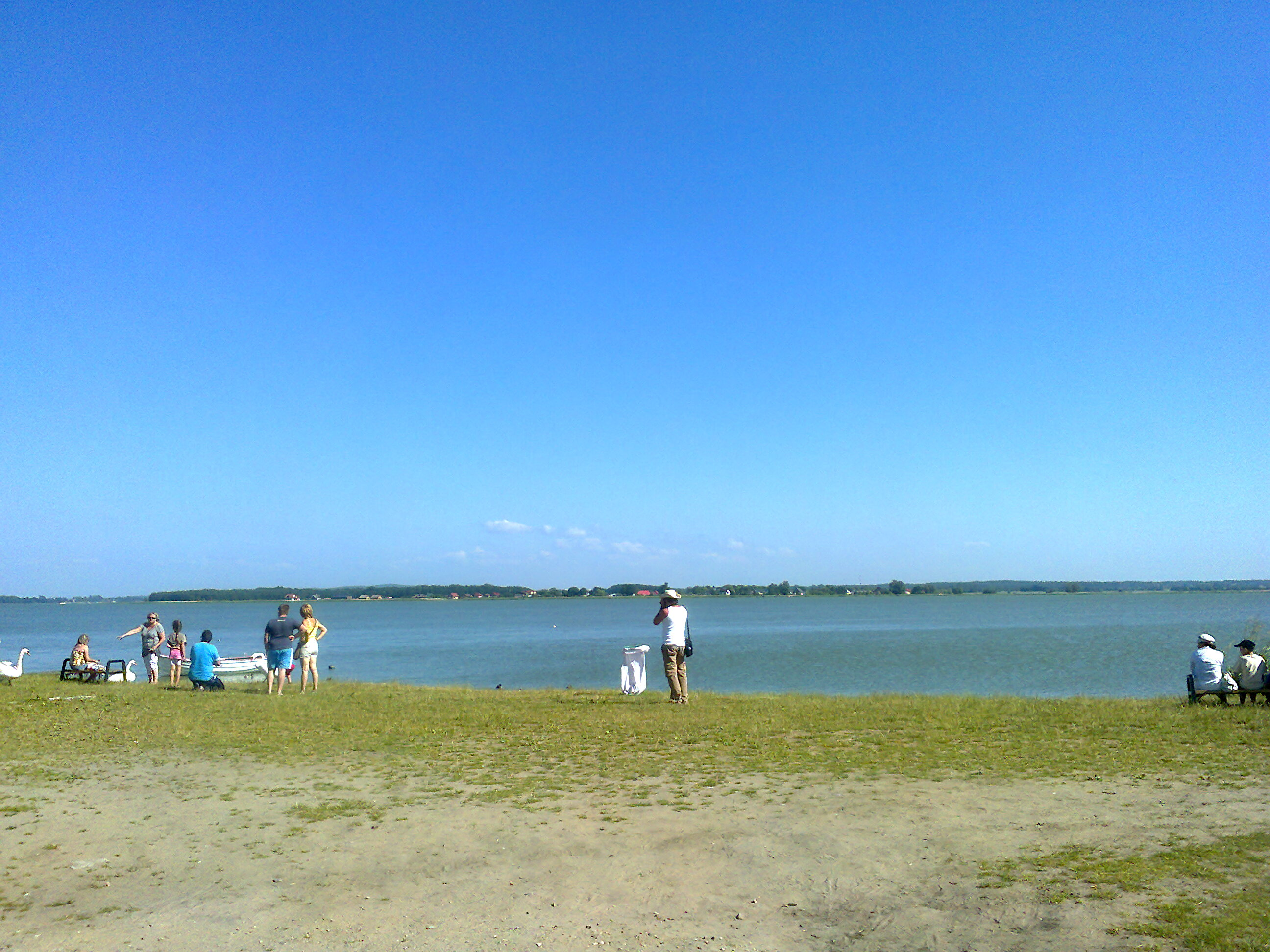
亞姆諾湖

亞姆諾湖（波蘭語：Jamno）是波蘭的湖泊，位於該國西北部西波美拉尼亞省，毗鄰波羅的海，長10.1公里、寬3.4公里，面積22平方公里，處於海平面以下0.1米，最大水深3.9米。

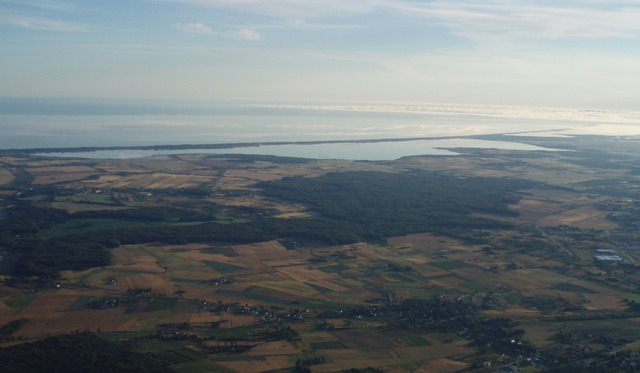
高空俯瞰

54°16′24″N 16°09′02″E / 54.27333°N 16.15056°E